# Могучие медики
«Могучие медики» (англ. Mighty Med) — американский комедийный телесериал канала Disney XD, премьерный показ которого состоялся 7 октября 2013 года. 3 сентября 2015 года было объявлено о закрытии сериала после второго сезона.

## Сюжет
Сериал повествует о лучших друзьях Казе и Оливере, которые тусуются в магазине комиксов, и они неожиданно открывают больницу, которая ухаживает за супергероями из комиксов.

## Персонажи

### Главные персонажи
Казимирус (Каз) (Брэдли Стивен Перри) — лучший друг Оливера. Он безрассудный и импульсивный, но дружба для него всегда важнее всего.
Оливер (Джейк Шорт) — лучший друг Каза. Он осторожный и суеверный, но когда необходимо, он идет на риск.
Скайлар Шторм или Конни Валентайн (Пэрис Берелс) — супергерой. Она потеряла свои силы в битве с Аннигилятором. Оливер влюблен в неё. Её силы — уменьшение, взрывы, огонь, космические порталы, сверхсила, суперскорость, магнетизм, сливание со стеной, торнадо и т. д.
Алан Диаз (Деван Леон) — работает в больнице. Его сила — телекинез, превращение в животных. Старается сделать жизнь Каза и Оливера несчастной и хочет, чтобы их уволили.
Хорас Диаз или Кадуцио (Карлос Лакамара) — главный врач госпиталя. Дядя Алана. Его силы — телекинез, остановка объектов во времени, исцеление.
Тиктон (Джилон Гайерой) — Его силы — суперскорость, сверхсила, регенерация.
Аннигилятор (Дэвид Соболов) — мутант. Крадёт суперспособности.
Солнечная вспышка (Карли Холлас) — супергероиня. Управляет огнём.

## Список серий телесериала
| Сезон | Сезон | Серия | Дата выхода в эфир | Дата последней серии |
| ----- | ----- | ----- | ------------------ | -------------------- |
|       | 1     | 24    | 7 октября 2013     | 15 сентября 2014     |
|       | 2     | 20    | 20 октября 2014    | 9 сентября 2015      |

## Трансляции
Первая серия первого сезона вышла 7 октября 2013 года на канале Disney XD и 12 октября 2013 на Disney Channel, 2 ноября 2013 года на Disney в Канаде. Первый сезон закончился 15 сентября 2014 года. 20 октября 2014 года состоялась премьера второго сезона. Второй сезон закончился 9 сентября 2015 года..